# Списък на висшия ръководен състав на ДС и МВР до 1990 г.
Това е списък на висшия ръководен състав на ДС и МВР до 1990 г.:

## Генерал-полковници
- Ген. полк. Атанас Семерджиев – Министър на ВР (1989 – 1990)
- Ген.-полк. Ангел Солаков – Председател на КДС 1963 – 1968, Министър на ВР (1968 – 1971)
- Ген. полк. Ангел Цанев – Министър на ВР (1971 – 1973)
- Ген. полк. Боян Българанов – Н-к на ДНМ, член на ПБ на ЦК на БКП (ресорен за МВР);
- Ген.-полк. Васил Зикулов – Началник РУ-ГЩ на МНО (РУМНО)
- Ген. полк. Велко Палин – Зав. отдел „Военно-административен“ ЦК на БКП
- Ген.-полк. Григор Шопов – Първи зам.–министър на ВР, ресорен за ДС
- Ген. полк. Демир Борачев – Зам.-министър на ВР
- Ген. полк. Дико Диков – Министър на ВР (1962 – 1968)
- Ген.-полк. Димитър Капитанов – Н-к на ДНМ, н-к на ВШ-МВР, н-к на отдел I-ДС, н-к ВКР (1976 – 1977), зам.-главен прокурор на НРБ, прокурор на ВС на НРБ;
- Ген. полк. Димитър Стоянов – Министър на ВР (1973-декември 1988)
- Ген. полк. Димитър Стоилов – Предст. На МВР в КГБ, зам. м-р на ВР
- Ген.-полк. Здравко Георгиев – Зам.–министър на ВР, 1-ви началник на РУМНО
- Ген. полк. Иван Бъчваров – Зав. отдел „Военно-административен“ ЦК на БКП
- Ген. полк. Минко Минков – Зам.–министър на ВР, ресорен за „ГВ-МВР“
- Ген.-полк. Мирчо Спасов – Първи зам.–министър на ВР, ресорен за ТВО

## Генерал-лейтенанти
- Ген.-лейт. Ангел Братанов – Първи зам.-началник Управление IV-ДС (ОТУ)
- Ген.-лейт. Антон Мусаков – Началник на Управление VI-ДС от 1985 до 1990 г.
- Ген.-лейт. Владимир Тодоров – Началник на Управление I-ДС (ПГУ)
- Ген.-лейт. Васил Коцев – Началник на Управление I-ДС (ПГУ)
- Ген.-лейт. Васил Терзиев – Началник Управление V / III-ДС (ВКР)
- Ген.-лейт. Георги Аначков – Зам.-министър, началник на Управление II-ДС (ВГУ)
- Ген.-лейт. Георги Младенов Георгиев – Първи зам. началник на Управление II-ДС (ВГУ)
- Ген.-лейт, Господин Гочев – Началник на ПГУ-ДС
- Ген.-лейт. Григор Григоров – Началник Управление II-ДС (ВГУ)
- Ген.-лейт. Георги Тодоров Кръстев – Н-к на отдел II-ДС (ВН)
- Ген.-лейт. Димитър Кьосев – Началник ПГУ-ДС
- Ген.-лейт. Димитър Гръбчев – Началник на Управление V-ДС (УБО)
- Ген.-лейт. Димитър Йотов – Зам.-началник на ВГУ-ДС, Началник на СГУ-МВР
- Ген.-лейт. Димитър Капитанов – Зам.-министър, Н-к на ВСШ-МВР, ВКР, Следствен отдел ДС
- Ген.-лейт. Илия Кашев – Началник Управление V-ДС (УБО)
- Ген.-лейт. Костадин Коцалиев – Началник ГСУ-МВР
- Ген.-лейт. Минчо Агайн – Зам.-председател на КДС, Първи зам.-министър на ВР
- Ген.-лейт. Петър Чергиланов – Началник Управление III-ДС (ВКР)
- Ген.-лейт. Петър Христов Стоянов – Началник на Управление VI-ДС от 1969 до 2 януари 1985 г.
- Ген.-лейт. Петър Рангелов Стоянов – РУ-ГЩ на МНО (РУМНО)
- Ген.-лейт. Петър Вранчев – Началник на служба „Военна Информация“, РУ-ГЩ
- Ген.-лейт. Стоян Савов – Зам.-министър, ресорен за ПГУ и отдел III-ДС
- Ген.-лейт. Христо Боев – Началник на Управление I-ДС (ВР)
- Ген.-лейт. Ангел Карлов – ПЗМ-МВР по ТИЛА (до 01.10.1987);
- Ген.-лейт. Богдан Думков – Н-к 2-ри отдел в у-ние III-ДС (1950 – 1963), н-к на у-ние II-ДС (1963 – 1965), зам.-м-р на МВР;
- Ген.-лейт. Владимир Тодоров – Н-к на ПГУ-ДС (14.07.1986 – 07.02.1990);
- Ген.-лейт. Васил Георгиев – Н-к на „Секретариат“-МВР (1959 – 1969) и (1971 – 1975), Н-к на ЦИОУ-МВР (1975 – 1990);
- Ген.-лейт. Веселин Райков – Н-к СОУ-МВР и СГУ-МВР, н-к у-ние Кадри-МВР;
- Ген.-лейт. Георги Кумбилиев – ПЗМ на МВР (1952 – 1960), (ресорен за ДС);
- Ген.-лейт. Георги Минев – Н-к на СГУ-МВР, н-к на СУ-КДС;
- Ген.-лейт. Димитър Мурджев – Н-к на ОУ на МВР-София, н-к на у-ние II-ДС (1951 – 1956);
- Ген.-лейт. Иван Димитров – Зам. м-р на МВР, директор на ДНМ;
- Ген.-лейт. Илия Дончев – Н-к на ЦУПО-МВР (1966 – 1987), н-к на специална група за работа с ДОТ към ДНМ, Герой на социалистическия труд
- Ген.-лейт. Илия Кръстев – Н-к на РУ-ГЩ на МНО (26 януари 1952 – 26.05.1962);
- Ген.-лейт. Йонко Панов – Зам.-м-р на МВР (1947 – 1053), (ресорен за ГВ);
- Ген.-лейт. Кирил Масленков – Н-к на у-ние Кадри-МВР (26.10.1973 – 01.06.1990);
- Ген.-лейт. Кольо Коларов – Н-к НТУ до 1985, зам.-министър на МВР (1978 – 1991), ресорен за ОТУ-ДС, ТИЛ-МВР и ЦУПО-МВР (1985 – 1989), член на ЦКРК при ЦК на БКП;
- Ген.-лейт. Никола Ангелов – Директор на НМ (1966 – 1969), зам.-министър на МВР, Зам.-завеждащ отдел „Военен“ на ЦК на БКП;
- Ген.-лейт. Никола Черкезов – Н-к на ОУ на МВР-Бургас (29.12.1973 – 30.07.1975), н-к на „Инспекторат“-МВР;
- Ген.-лейт. Петко Стоянов – Н-к на у-ние по НМ в групата за контрол на МВР;
- Ген.-лейт. Панайот Каракачанов – Зам.-м-р на МВР (по войските);
- Ген.-лейт. Руси Христозов – Директор на администрацията, директор на НМ, министър на МВР (06.08.1949 – 6 януари 1951);
- Ген.-лейт. Стефан Цанов – Зам.-командващ „ГВ-МВР“;
- Ген.-лейт. Тодор Терзиев – Н-к у-ние IV-ДС (техническо);
- Ген.-лейт. Тодор Радулов – Първи зам.-зав. отдел „СИНС“ на ЦК на БКП;

## Генерал-майори
- Ген.м-р. Иван Ачанов-Началник на софийското Окръжно и Областно управление на МВР
- Ген.м-р. Георги Танев-Министър на ВР (декември 1988-декември 1989), Министър на транспорта (септември-декември 1988)
- Ген. м-р Боян Велинов – ПЗН на у-ние VI-ДС (ресорен за 6-и отдел)
- Ген. м-р Богдан Думков – Началник на Управление III-ДС (1952), Зам.–министър на ВР
- Ген. м-р Бончо Бончев – Зам.-началник на Управление V-ДС (УБО)
- Ген. м-р Георги Георгиев Аргиров – началник на управление в ДС
- Ген. м-р Георги Силянов – Зам.-началник Управление VI-ДС
- Ген. м-р Георги Гаврилов Мутев – Зам.-началник на отдел в Управление II-ДС (ВГУ)
- Ген. м-р Георги Милушев – Началник на Управление V-ДС (УБО)
- Ген. м-р Георги Младенов – Първи зам.-началник на ВГУ-ДС
- Ген. м-р Георги Манчев – Първи зам.-началник на ПГУ-ДС, Началник на НТР-ПГУ
- Ген. м-р Илия Лингурски – Зам.-началник на Управление IV-ДС (ОТУ)
- Ген. м-р Иван Иванов (Иванич) – Зам.-началник на ВГУ-ДС (26.07.1984 – 1990)
- Ген. м-р Константин Атанасов – Началник на Управление I-ДС (ПГУ) (11.04.1964 – 21.11.1967);
- Ген. м-р Каприел Каприелов – Зам.-началник ДДС
- Ген. м-р Красимир Саманджиев – Зам. началник на ВГУ, Началник „НСЗК“
- Ген. м-р Кирил Величков – Началник на Управление IV-ДС (икономическо)
- Ген. м-р Любен Гоцев – Първи зам.–министър на ВР
- Ген. м-р Людмил Маринчевски – Зам.-началник Управление II-ДС (ВГУ), зам.-министър на ВР
- Ген. м-р Леонид Кацамунски – Началник на ГСУ-МВР
- Ген. м-р Любен Анев – Ректор на ВСШ „Г. Димитров“ МВР
- Ген. м-р Нанка Серкеджиева – Началник на Отдел III-ДС (КА)
- Ген. м-р Петър Барбалов – Зам.-началник (ВГУ), Началник ОТУ-МВР
- Ген. м-р Петко Кипров – Ректор на ВИ „Г. Димитров“ МВР, Началник на Отдел III-ДС
- Ген. м-р Румен Тошков – Зам.-началник ПГУ-ДС, Началник на НРС
- Ген. м-р Сава Джендов – Началник на Управление V-ДС (УБО)
- Ген. м-р Страхил Сотиров – Началник Управление III-ДС (ВКР)
- Ген. м-р Тодор Бояджиев – Зам.-н-к на ПГУ-ДС (24.12.1981 – 1989), н-к на ЦИОУ-МВР (1990), главен секретар на МВР;
- Ген. м-р Тодор Димитров Ганчовски – Началник „Управление ТИЛ-КДС“
- Ген. м-р Желязко Троев – Началник отделение „Кадри-ДДС“, отдел „Затвори“ МП
- Ген. м-р Янко Христов – Началник ПГУ-ДС
- Ген. м-р Асен Пешков – Зам.-н-к на у-ние IV-ДС (11.09.1985 – 27.04.1988), ПЗН на у-ние IV-ДС (27.04.1988 – 27.10.1988), н-к на ОУ-МВР Михайловград (01.11.1988 – 01.04.1990);
- Ген. м-р Атанас Кадирев – Н-к на ОУ на МВР-Кърджали (15 януари 1982 – 01.06.1989), зам.-н-к на ЦИОУ-МВР от (01.06.1989 – 05.02.1990);
- Ген. м-р Ангел Стойчев – Н-к на VIII ОбУ на МВР, Зам.-д-р на СДВР (08.09.1990 – 26.11.1991);
- Ген. м-р Ангел Николов Андреев – Н-к на отдел ВКР, зам.-н-к на у-ние III-ДС (ВКР);
- Ген. м-р Ангел Марков – ПЗН на РУ-ГЩ на МНО (1974 – 1987);
- Ген. м-р Александър Басмаджиев – Н-к на у-ние ТИЛ-МВР;
- Ген. м-р Андон Атанасов Андонов
- Ген. м-р Богдан Калчев – ПЗН на ГСУ-МВР;
- Ген. м-р Борис Манов – Н-к у-ние VI-ДС (30.11.1967 – 1968), н-к на самостоятелно у-ние ДС (1968 – 01.03.1990);
- Ген. м-р Борис Петров Беров – ПЗН у-ние на работа в у-ние III-ДС (ВКР) (по щата на революционните кадри);
- Ген. м-р Боян Минков Хаджипетров
- Ген. м-р Божидар Антонов – Зам.-н-к на отдел II-ДС, н-к на отдел II-ДС (ВН);
- Ген. м-р Владимир Янев – Н-к на ОУ-МВР-Хасково;
- Ген. м-р Васил Гашев – Н-к на СОУ на МВР (01.11.1988 – 26.03.1990), н-к на РД на МВР-София (26.03.1990 – 01.12.1991);
- Ген. м-р Вълко Петров Вълков – Н-к на ГУНМ;
- Ген. м-р Владимир Симеонов
- Ген. м-р Велико Петров Станков
- Ген. м-р Георги Пилев – Н-к на ОУ на МВР-Бургас (8 януари 1988 – ?), зам.-н-к на НСЗК (25 януари 1990 – 10.04.1990), н-к на НСЗК (10.04.1990 – 01.05.1991);
- Ген. м-р Георги Минков – Н-к на отдел в у-ние (по щата на революционните кадри в МВР);
- Ген. м-р Грозьо Грозев – Н-к на 5 отдел на Държавна сигурност
- Ген. м-р Георги Стоянов Георгиев
- Ген. м-р Димо Стамов – Н-к на ЦУПО-МВР;
- Ген. м-р Димитър Стоянов Манов
- Ген. м-р Димитър Йорданов Димитров – Н-к на у-ние ПО-МВР (1962 – 1963);
- Ген. м-р Дойчо Славов Кисьов
- Ген. м-р Дамян Петров Милушев
- Ген. м-р Дичо Куманов Митков
- Ген. м-р Желязко Колев – Н-к на ДНМ, зам.-завеждащ отдел „Административни органи“ в ЦК на БКП;
- Ген. м-р Запрян Калудов – Н-к на ОУ на МВР-Пловдив (27.10.1988 – 02.04.1990);
- Ген. м-р Иван Райков – Началник Дирекция ДС, ПЗМ на МВР (1951 – 1959);
- Ген. м-р Иван Горинов – Н-к на Соф. затвор, Зам. н-к на ПГУ-ДС (1975 – 1990);
- Ген. м-р Иван Донковски – Зам.-н-к на ВГУ-ДС (03.04.1973 – 01.07.1990), ръководител на опер. група на МВР в СССР;
- Ген. м-р Иван Иванов – Н-к на ОУ на МВР-Толбухин (21.06.1976 – 26 януари 1989), н-к на ОУ на МВР-Варна (26 януари 1989 – 1990);
- Ген. м-р Иван Дойчев – Н-к на ОбУ на МВР-Ловеч;
- Ген. м-р Иван Александров – Н-к на политотдела на РУ-ГЩ на МНО (1987 – 1991);
- Ген. м-р Игнат Колев – Н-к на ОУ на МВР-Стара Загора (15.12.1978 – 01.09.1990);
- Ген. м-р Йордан Тунчев – Н-к на ОУ на МВР-Пазчрджик;
- Ген. м-р Йордан Касабов – Н-к на ОкУ-МВР-Шумен (05.02.1975 – 27.10.1988), ОУ на МВР Разград (27.10.1988 – 19.03.1990);
- Ген. м-р Костадин Пачеманов – Н-к на ОУ-МВР-Хасково;
- Ген. м-р Константин Христов – Зам.-н-к на у-ние V-ДС (УБО);
- Ген. м-р Кирил Нешев – Н-к на отдел ЗП-МВР (1977 – 1986);
- Ген. м-р Кирил Величков – Н-к на у-ние „Икономическо“ към ВГУ-ДС, зам.-н-к на ВГУ-ДС (1975 – 16 януари 1986), Н-к на у-ние IV-ДС (икономическо) (16 януари 1986 – 19.03.1990);
- Ген. м-р Константин Захариев Попов
- Ген. м-р Лукан Варадинов – ПЗН на СГУ-МВР;
- Ген. м-р Митко Стоев – Н-к на ОУ на МВР-Ямбол;
- Ген. м-р Михаил Тодоров Ралев
- Ген. м-р Михаил Костадинов – Н-к на отдел II-ДС (ВН) 05.02.1979 – 01.06.1990);
- Ген. м-р Нешо Тончев Нешев
- Ген. м-р Никола Ралчев – Началник на ЦУПО-МВР (1952 – 1958);
- Ген. м-р Никола Ганев Колев – Н-к ОУ на МВР (по неразпределените щатни бройки на МВР);
- Ген. м-р Никола Борисов Малинчев – Началник на СГУ-МВР; н-к на Окръжно управление МВР-София
- Ген. м-р Никола Лалчев – Първи сек. на РК на БКП в МВР, председател на КРК към МВР;
- Ген. м-р Никола Дамянов – Н-к на ОУ-МВР-Разград (05.06.1979 – 28.07.1986), н-к на отдел Затвори-МВР (28.07.1986 – 1990);
- Ген. м-р Петър Ганчев Пенчев – ЦИОУ-МВР;
- Ген. м-р Петко Соев Петков – ПЗН на СГУ-МВР (16 януари 1987 – 05.06.1990), директор на СтД на МВР (05.06.1990 – 01.10.1990);
- Ген. м-р Петко Кацаров – Н-к отдел (по щата на революционните кадри);
- Ген. м-р Първан Христов Русинов – И. д. н-к на СГУ-МВР (1989);
- Ген. м-р Петър Нинов Нинов, н-к на Окръжно управление МВР-София
- Ген. м-р Петко Недев Димитров
- Ген. м-р Радул Минчев – Н-к на ОУ на МВР-В. Търново (02.02.1963 – 01.11.1988), н-к на ОУ-МВР Ловеч (01.11.1988 – 27.02.1990);
- Ген. м-р Ради Славов – Н-к на политотдела на УГВ-МВР;
- Ген. м-р Райко Цветанов Лачев
- Ген. м-р Стоян Гюров – Зам.-министър на МВР (1951 – 1958);
- Ген. м-р Стоян Стоянов – ПЗМ на МВР (31.07.1987 – 02.08.1990), И.д. м-р на МВР (02.08.1990 – 05.09. 1991);
- Ген. м-р Стою Сандалски – началник на Управление ДАИ-КАТ
- Ген. м-р Стойко Нинов Стойков – Н-к на ОУ-МВР-Плевен;
- Ген. м-р Стефан Митев – ПЗН у-ние
- Ген. м-р Стефан Ангелов – Зам.-командващ ГВ-МВР, командващ ГВ-МВР (01.03.1990 -06.05.1992);
- Ген. м-р Слави Тодоров – Н-к на отдел 9, ВГУ-ДС;
- Ген. м-р Слави Чакъров – Командващ ГВ-МВР (1952 – 1955);
- Ген. м-р Стоян Тонев Зурлев – Първи зам.-директор на ДНМ (по щата на революционните кадри на МВР);
- Ген. м-р Стоян Петров Хаджипенчев – Зам.-н-к на у-ние V-ДС (УБО);
- Ген. м-р Стефан Георгиев Митев
- Ген. м-р Стефан Цолов
- Ген. м-р Славейко Джахов
- Ген. м-р Тодор Йорданов Пенев
- Ген. м-р Цвятко Баров – Зам.-н-к на у-ние IV-ДС;
- Ген. м-р Цветан Цоков – Н-к на политотдела на РУ-ГЩ на МНО (1970 – 1987);
- полк. Костадин Кюлюмов – 1-ви Зам.-началник Управление VI-ДС[2]
- полк. Димитър Симов – Началник на следствен отдел ДС I-ДС;